# Leonid Markin
Leonid Markin (russisch Леонид Маркин; * 1981 oder 1982) ist ein professioneller russischer Pokerspieler. Er gewann 2014 das Super High Roller der European Poker Tour.

## Pokerkarriere
Seine erste Geldplatzierung bei einem Live-Turnier erzielte Markin im Juni 2014 bei der World Series of Poker im Rio All-Suite Hotel and Casino am Las Vegas Strip. Dort kam er bei einem Turnier der Variante No Limit Hold’em in die Geldränge. Mitte Oktober 2014 wurde er beim High-Roller-Event der European Poker Tour (EPT) in London Vierter und erhielt ein Preisgeld von 145.800 britischen Pfund. Im Dezember 2014 gewann er das EPT Super High Roller in Prag und sicherte sich eine Siegprämie von mehr als 770.000 Euro. Seitdem blieben größere Turniererfolge aus. Seine bis dato letzte Geldplatzierung erzielte Markin im Juli 2017.
Insgesamt hat sich Markin mit Poker bei Live-Turnieren mehr als eine Million US-Dollar erspielt.